# Lijst van voetbalinterlands Japan - Rusland
Deze lijst van voetbalinterlands is een overzicht van alle officiële voetbalwedstrijden tussen de nationale teams van Japan en Rusland. De landen speelden tot op heden een keer tegen elkaar. Dat was een groepswedstrijd tijdens het Wereldkampioenschap voetbal 2002, die werd gespeeld op 9 juni 2002 in Yokohama.

## Wedstrijden
| № | Plaats   | Datum       | Competitie | Wedstrijd       | Uitslag |
| - | -------- | ----------- | ---------- | --------------- | ------- |
| 1 | Yokohama | 9 juni 2002 | WK 2002    | Japan – Rusland | 1 – 0   |

## Samenvatting
| Competitie   | Totaal gespeeld | Winst Japan | Gelijk | Winst Rusland | Doelsaldo Japan – Rusland |
| ------------ | --------------- | ----------- | ------ | ------------- | ------------------------- |
| WK-eindronde | 1               | 1           | 0      | 0             | 1 − 0                     |
| Totaal       | 1               | 1           | 0      | 0             | 1 − 0                     |

## Details

### Eerste ontmoeting
| Japan | 1 – 0        | Rusland |
| Junichi Inamoto 51' | goals        | |
| Philippe Troussier | bondscoach   | Oleg Romantsev |
| Seigo Narazaki Naoki Matsuda Junichi Inamoto 85' Hidetoshi Nakata Takayuki Suzuki 72' Atsushi Yanagisawa Koji Nakata Tsuneyasu Miyamoto Shinji Ono 75' Tomokazu Myojin Kazuyuki Toda | opstellingen | Ruslan Nigmatullin Joeri Kovtoen Joeri Nikiforov 57' Alexei Smertin Andrei Solomatin Igor Semsjov Viktor Onopko Valeri Karpin Jegor Titov 46' Ruslan Pimenov 52' Marat Izmailov |
| Masashi Nakayama 72' Toshihiro Hattori 75' Takashi Fukunishi 85' | wissels      | 46' Dmitri Sytsjov 52' Dmitri Chochlov 57' Vladimir Bestsjastnych |
| Tsuneyasu Miyamoto 15' Koji Nakata 42' Masashi Nakayama 90+1' | gele kaarten | 13' Ruslan Pimenov 38' Andrei Solomatin 60' Dmitri Chochlov |